# Blanchard (comté de Centre, Pennsylvanie)
Pour les articles homonymes, voir Blanchard.
Blanchard est une census-designated place située dans le comté de Centre, dans l’État de Pennsylvanie, aux États-Unis. Lors du recensement de 2020, elle compte 597 habitants.